# Giannióti
Giannióti är en ort i Grekland.   Den ligger i prefekturen Nomós Ártas och regionen Epirus, i den centrala delen av landet, 250 km nordväst om huvudstaden Aten. Giannióti ligger 1 273 meter över havet och antalet invånare är 120.
Terrängen runt Giannióti är kuperad åt sydväst, men åt nordost är den bergig. Giannióti ligger uppe på en höjd. Runt Giannióti är det glesbefolkat, med 10 invånare per kvadratkilometer. Närmaste större samhälle är Kompóti, 17,4 km väster om Giannióti. I omgivningarna runt Giannióti växer i huvudsak blandskog.